# Caseggiato del Larario
Il Caseggiato dei Larario (I, IX, 3)  è un edificio che si trova nella Regio I della città romana di Ostia.

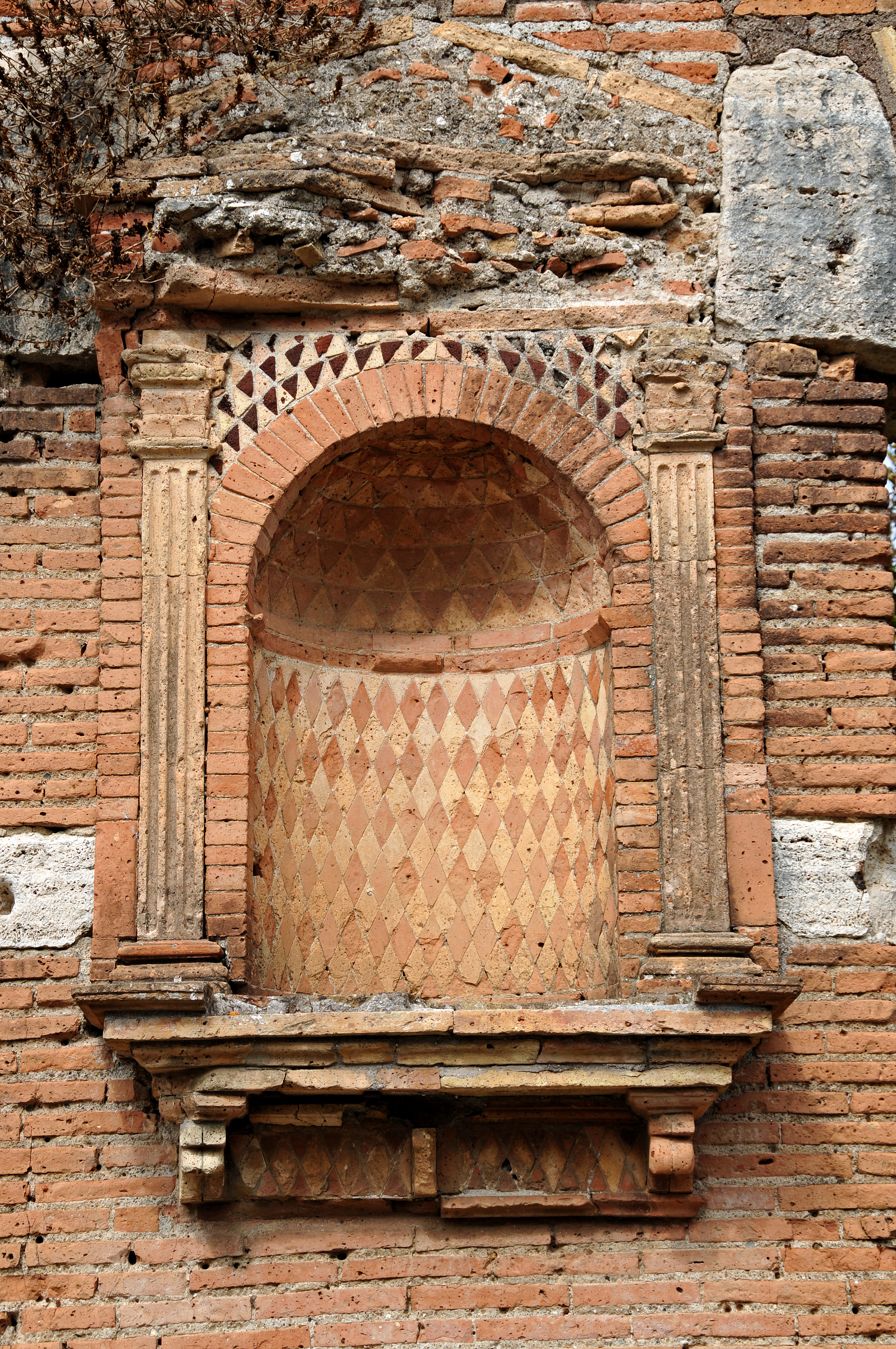
Nicchia nel cortile interno

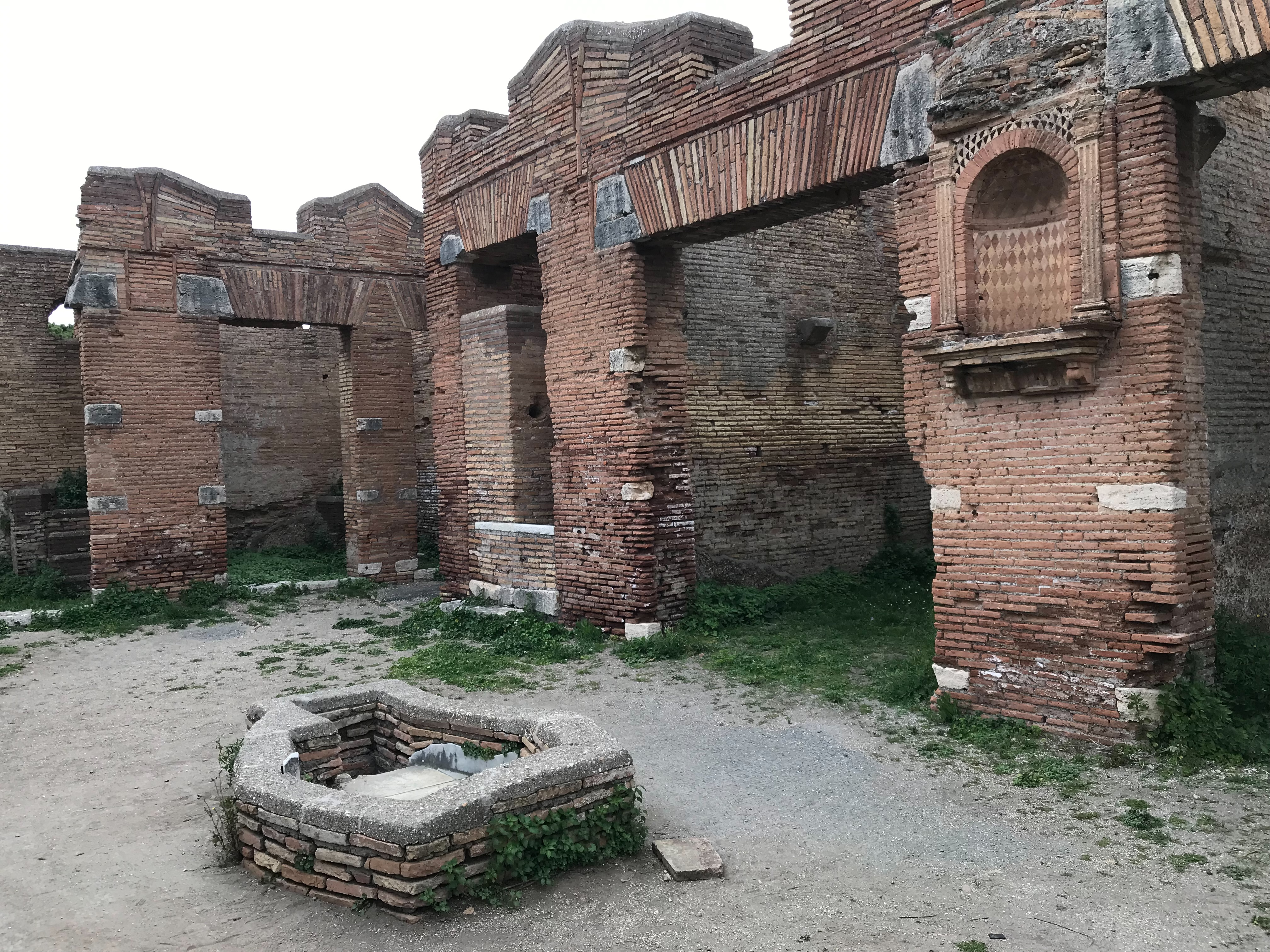
Il cortile interno visto da sud est

## Descrizione
L'edificio si trova nell'area antico castrum repubblicano, e confina a sud con il decumano massimo, ad ovest con via del Larario, a nord con un caseggiato (I,IX,2 ), e ad est con la Curia (I,IX,4).
Il caseggiato, costruito intorno al 120 d.C.,  era probabilmente destinato alla vendita di beni di lusso, ed oltre all'usuale presenza di taberne con ingresso sulle strade prospicienti, in questo caso il decumano massimo e la via del Larario, presentava la particolarità di avere taberne anche nel cortile interno, dove si trova la nicchia destinata ad ospitare una statua di culto dedicata alle divinità dei Larì, gli spiriti protettori della famiglia o della comunità. Al secondo piano si trovavano le abitazioni.
L'edificio si distingue per l'uso molto esteso di piccoli blocchi di travertino nelle pareti. I vestiboli e il cortile erano ricoperti da un mosaico bianco e nero, successivamente restaurato con lastre di marmo. Davanti alla nicchia si trova una vasca a forma di buco della serratura. Nell'angolo nord-est del cortile si trova un pozzo (0,90 x 0,70 m), il cui parapetto recava un'iscrizione sul bordo e un'altra sulla faccia laterale.

## Iscrizioni
Il parapetto del pozzo, ora conservato ai Musei Vaticani presenta iscrizioni sul bordo e su una facciata:
```
in
 
latino
 
  MONITV SANCTISSIMAE CERERIS ET NYMPHARVM HIC PVTEVS FACTVS OMNI SVMPTV 
.

in
 
latino
 
  C(ai) CAECILI ONESIMI / PATRO(ni) ET Q(uin)Q(uennalis) P(er)P(etui) C(orporis) M(ensorum) ADIVTOR(um) / ET L(uci) HORTENSI GALLI / Q(uin)Q(uennalis) NAVTICARIORVM / ET N(umeri) TREBONI EVTYCHETIS / Q(uin)Q(uennalis) II ACCEPTORVM / DED(icatum) X KAL(endas) SEPT(embres) LATERANO ET RVFINO / CO(n)S(ulibus) 
.
```

Le iscrizioni si riferiscono a Cerere e alle Ninfe, e la costruzione del pozzo e del parapetto fu finanziata dai presidenti delle tre suddivisioni della corporazione dei misuratori di grano, voero gli adiutores, i nauticarii e gli acceptores dei mensores frumentarii.